# Angélique (sculptrice)
Pour les articles homonymes, voir Angélique (prénom) et Angélique.
Angélique Lefèvre, dite Angélique, née en 1957 à Marcilly-le-Hayer, est une sculptrice et photographe française. Elle vit et travaille à Paris.

## Biographie
Angélique Lefèvre est née en 1957 à Marcilly-le-Hayer.
Angélique a d’abord étudié la littérature et, après l’obtention d’une licence de lettres modernes, elle décide de suivre une formation dans le textile. Elle travaille d’abord dans la haute couture puis commence à réaliser des sculptures dans les années 1990 en utilisant l’organdi comme matière première.

Son œuvre porte sur les signes de la contemporanéité à travers le genre de la nature morte ou du portrait : symboles d’une époque (virus HIV, Shaq Attaq III, McDo…), personnages urbains (Had3sia, Eddy de Cergy , CRS…) ou personnalités (Ali Mahdavi, Jean Paul Gaultier). 

Presque transparentes, ses sculptures textiles jouent avec les notions de plein et de vide, de matérialité et d’immatérialité. Le blanc, emblématique de son travail, se veut vecteur d’une distanciation et "les nimbe d’un voile d’éternité, les protège en quelque sorte des outrages du temps". Depuis les années 2000, Angélique travaille d’autres matériaux comme le PET ou la résine acrylique utilisée pour sa dernière série de sculptures, "Nourritures du futur", portant sur les différents aspects de la consommation alimentaire actuelle.

En 2013, le réalisateur Philippe Labrune lui a consacré un portrait de 6 minutes dans le cadre de la collection Reg'Art de femmes diffusée sur Arte dans lequel l’artiste explique sa démarche.

## Expositions (sélection)
- 1998 : Musée de Saint-Maur[1]
- 2000 : Espace de la Sema, Paris[1]
- 2004 : Sculptures d'Organdi – Photogrammes, galerie Alain Blondel, Paris[1]
- 2008 : White Now !, galerie Seine 51, Paris
- 2010 : Doublures, Regards croisés autour du fil et du textile dans la collection du Frac Haute-Normandie
- 2011 : Morceaux exquis, Espace Fondation EDF, Paris. Au fil des œuvres, Musée d'Elbeuf
- 2012 : Sacré blanc! Hommage à Thomas Gleb (1912-1991), Musée Jean-Lurçat et de la tapisserie contemporaine, Angers
- 2014 : F(R)ICTION, Espace d’art contemporain Eugène Beaudouin, Antony. Une enfance de l’art, Pierresvives – galerie d’exposition, Montpellier
- 2016 : F.A.I.R.E.S., 116 centre d'art contemporain, Montreuil. Still life - Style of life, Jean-Marie Oger/24Beaubourg, Paris

## Presse (sélection)
- Béatrice Comte, "Des sculptures d’organdi", Le Figaro magazine, 3 janvier 2004, p. 73
- Valérie Appert, "L’Étoffe de ses héros", Ateliers d’art, janvier-février 2004, p. 26-27
- Annie Mollard-Desfour, "Le Blanc. Dictionnaire de la couleur. Mots et expressions d'aujourd'hui (XXe-XXIe siècles)", préface de Jean-Louis Étienne, CNRS Éditions, CNRS Dictionnaires, 2008, 332 p.
- “Jean Paul Gaultier couture”, Palace Costes, juillet – août 2016, p. 170
- Aurélie des Roberts, "En toute transparence", Vivre Côté Paris no 42, décembre 2015 - janvier 2016 p. 7-13
- Benoît Ladune, "Le Réel transfiguré", Miroir de l'Art #71, février 2016, p. 28-31
- Tanneguy de Kerpoisson, "Reflets de la vie domestique", Le Parisien Magazine, 1er avril 2016, p. 25